# Kleine plevier
De kleine plevier (Charadrius dubius) is een vogel uit de familie van plevieren (Charadriidae).

## Kenmerken
De kleine plevier wordt ongeveer 14 tot 15 cm lang. De kleine plevier heeft zwart-wit masker met een geel oogringetje. Hij is lichtbruin van boven, wit van onderen. De snavel is zwart en de poten vleeskleurig.

## Leefwijze
Het voedsel bestaat uit wormpjes, slakjes, spinnen, insecten en zaden.
- Foeragerende kleine plevier
- Een baltsende en een broedende kleine plevier

## Voortplanting
Het legsel bestaat uit drie tot vijf zandkleurige, gevlekte eieren.

## Verspreiding
's Zomers zijn kleine plevieren in vrijwel heel Europa te vinden, met uitzondering van het uiterste noorden.
De soort telt drie ondersoorten:
- C. d. curonicus: noordelijk Afrika, Europa, Azië (behalve het zuidelijk-centrale en zuidoostelijke deel).
- C. d. jerdoni: van India tot zuidelijk China en Indochina.
- C. d. dubius: van de Filipijnen tot Nieuw-Guinea en de Bismarck-archipel.

## Status
De grootte van de populatie is in 2006 geschat op 280-530 duizend individuen. Op de Rode lijst van de IUCN heeft deze soort de status niet bedreigd.

## Afbeeldingen

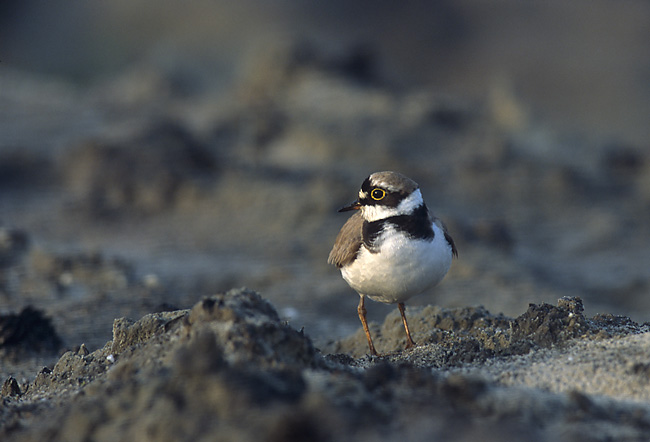
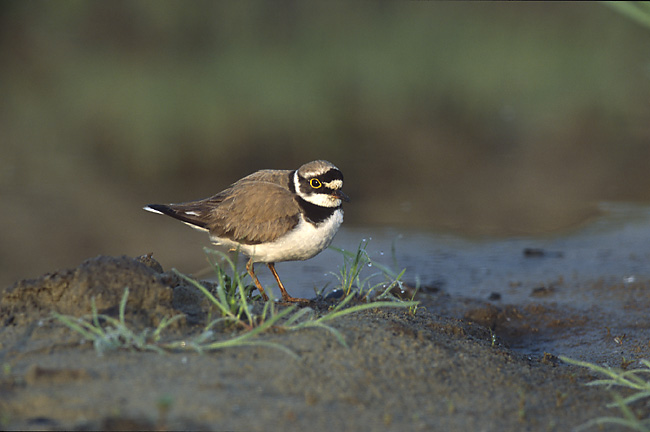
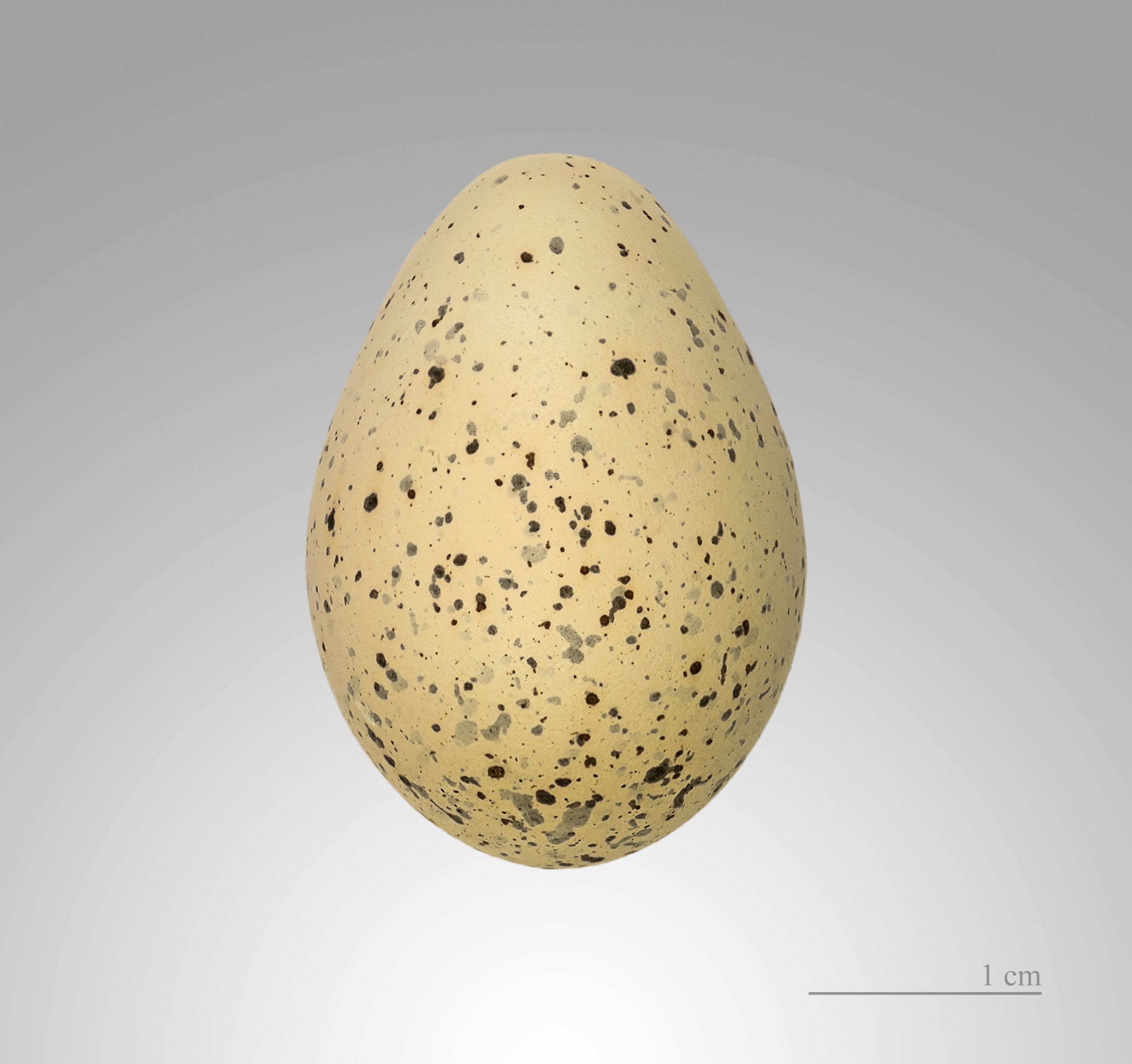
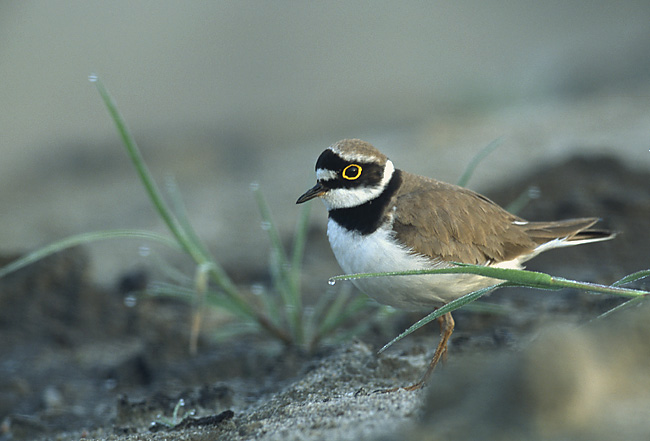
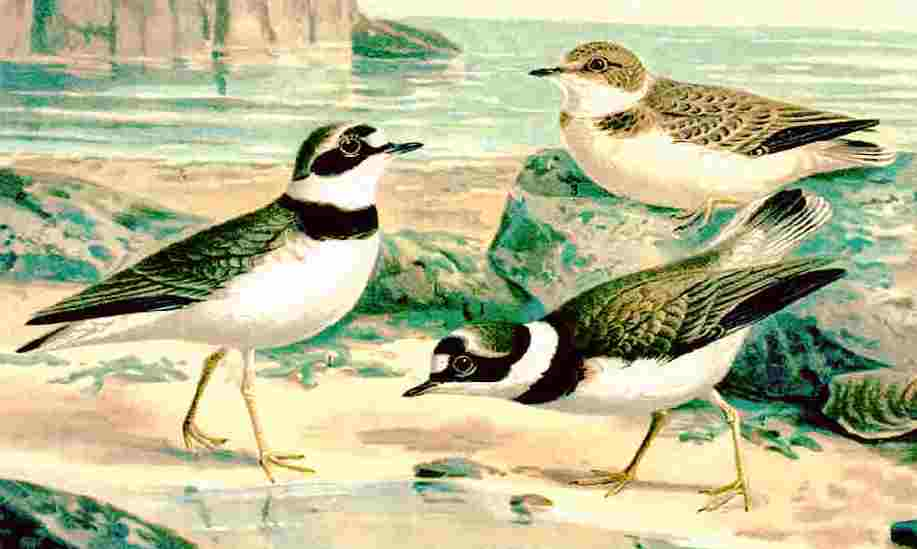